# Sierra Leone vasúti közlekedése
Sierra Leone vasúthálózata jelenleg csupán egy 84 km hosszú vonalból áll, mely egy 1067 mm-es nyomtávolságú magánvasút. Nemzeti vasúttársasága a Sierra Leone Government Railway volt, mely 1897 és  1974 között üzemeltette a 762 mm-es nyomtávolságú hálózatot. Villamosított vonalak nincsenek és nem is voltak az országban.

## Vasúti kapcsolata más országokkal
- Guinea - nincs
- Libéria - nincs